# Christian Lassen
Christian Lassen, född 22 oktober 1800 i Bergen, död 9 maj 1876 i Bonn, var en norsk-tysk indolog, farbror till Hartvig Marcus Lassen.

## Indologi
År 1820 flyttade Lassen till Tyskland och studerade från 1821 i Bonn indisk filologi under ledning av August Wilhelm von Schlegel, 1830 blev han e.o. professor och 1840 ordinarie professor i Bonn. Lassen är inom indologins historia den förnämste företrädaren för de romantiskt-estetiska traditioner som grundats av Schlegel. Jämte denne utgav han Hitopadeca (2 bd, 1829-31) och efter Schlegels död en andra och förbättrad upplaga av dennes edition av Bhagavadgita (1846); självständigt utgav Lassen Gitagovinda (1837). Lassens största betydelse för indologin ligger emellertid på medelindiskans och den indiska fornkunskapens område. Jämte eller kanske ännu mer än E. Burnouf kan Lassen räknas såsom de medelindiska studiernas grundläggare. I Institutiones linguæ praciticæ (1837) gav Lassen den första sammanfattande och jämförande framställningen av de då kända medelindiska dialekterna. Jämte Burnouf utgav Lassen Essai sur le pali (1826), varigenom palistudiet grundades.

### Om indoeuropéerna
Christian Lassens huvudarbete är Indische Altertumskunde (4 bd, 1844-61), en sammanfattande framställning av den indiska fornkunskapen. Det var standardverket om Indiens historia för flera generationer. I detta verk arbetar Lassen helt utifrån en uppdelning av indierna i "arier" och "dravider". Skillnaderna dem emellan var enligt Lassen både språkliga och rasliga. Kastsamhället såg han som en skyddsåtgärd mot rasblandning. Samma synsätt återfinns hos Gobineau. Genom Friedrich Schlegels och Lassens verk blev "Arier" och "Arische" en vogue på tyska. Han beskrev urindoeuropéerna som sköna blonda, blåögda, resliga, med raka näsor, raka profiler och dolikocefala skallar boende i Hindukush. 
Trots att Lassens expertis inte sträckte sig utanför den indiska fornkunskapen och trots att han saknade formella kunskaper om semitisk religion hade han en del att säga om semiter. Enligt honom utgör semiter och indoeuropéer två grenar av den kaukasiska rasen. De är världens främsta kulturfolk och som sådana bekämpar de varandra för att uppnå världsherravälde. Den semitiska rasen är emellertid den mindre begåvade kontrahenten och lagerkransen från denna kamp kommer därför att gå till indogermanerna. Den semitiska mentaliteten skäms framför allt av sin starka tendens till subjektivitet. Semiten är som ett stort barn där allt kretsar runt det egna jaget. Detta får utslag på konsten och filosofin som ligger i underkant gentemot den indoeuropeiska konsten osv. Den fanatism och omvändelseverksamhet som funnits hos de semitiska folken hade enligt Lassen alltid varit indogermanerna främmande.